# Lygophis anomalus
Espèce
Synonymes
- Coronella anomala Günther, 1858
- Lygophis rutilus Cope, 1862
- Coronella pulchella Jan, 1863
- Liophis anomalus (Günther, 1858)

Lygophis anomalus  est une espèce de serpents de la famille des Dipsadidae.

## Répartition
Cette espèce se rencontre :
- au Brésil dans l'État du Rio Grande do Sul ;
- en Uruguay ;
- au Paraguay ;
- en Argentine dans les provinces de Corrientes, d'Entre Ríos, de Santa Fe, du Chaco, de Córdoba, de Buenos Aires, de Formosa et de Salta.

## Description
C'est un serpent ovipare.

## Publication originale
- Günther, 1858 : Catalogue of Colubrine Snakes in the Collection of the British Museum, London, p. 1-281 (texte intégral).